# Toifilou Maoulida
Toifilou Maoulida (ur. 8 czerwca 1979 w Dzaoudzi na wyspie Majotta) – francuski piłkarz grający na pozycji napastnika.

## Kariera klubowa
Maoulida urodził się na wyspie Majotta, leżącej na Oceanie Indyjskim. W młodym wieku wyjechał do Francji i wychowywał się w Marsylii. Piłkarską karierę rozpoczął w klubie Montpellier HSC, a w 1997 roku włączono go do kadry pierwszej drużyny. 17 października zadebiutował w Ligue 1 meczem z LB Châteauroux, wygranym przez Montpellier 1:0. W sezonie 1998/1999 został podstawowym zawodnikiem drużyny, ale w 2000 roku spadł z nią do Ligue 2. W sezonie 2000/2001 zdobył 13 goli i przyczynił się do powrotu drużyny do pierwszej ligi.
Na początku 2002 roku Maoulida przeszedł do Stade Rennais. Grał tam przez 2 sezony, ale ówczesny trener zespołu Rumun Ladislau Bölöni uznał, że zawodnik nie pasuje do jego koncepcji i wypożyczono go do FC Metz, dla którego zdobył 12 goli i był najskuteczniejszym graczem w zespole. W 2004 roku wrócił do Rennes i zdobył 7 goli w lidze.
Latem 2005 Toifilou przeszedł do AS Monaco, gdzie spędził jednak tylko pół sezonu. Na początku 2006 roku wypożyczono go do Olympique Marsylia, dla którego zdobył 6 bramek i był rezerwowym dla duetu Mamadou Niang – Mickaël Pagis. Latem wykupiono go z Monaco za milion euro. Z Olympique Maoulida dwukrotnie dochodził do finału Pucharu Francji.
W 2007 roku za 3 miliony euro napastnik przeszedł do AJ Auxerre, ale jego pobyt w tym klubie był nieudany i zdobył on tylko jedną bramkę. Na początku 2008 roku ściągnięto do RC Lens. Kosztował 3,5 miliona euro. W latach 2011–2014 gra w klubie SC Bastia, a w latach 2014–2016 w Nîmes Olympique. Latem 2016 trafił do Tours FC.
| Sezon   | Klub               | Kraj    | Rozgrywki  | Mecze | Bramki | Rozgrywki Europy                    | Mecze | Bramki |
| ------- | ------------------ | ------- | ---------- | ----- | ------ | ----------------------------------- | ----- | ------ |
| 1997/98 | Montpellier HSC    | Francja | Division 1 | 5     | 1      | –                                   | –     | –      |
| 1998/99 | Montpellier HSC    | Francja | Division 1 | 28    | 2      | –                                   | –     | –      |
| 1999/00 | Montpellier HSC    | Francja | Division 1 | 29    | 5      | Liga Europy UEFA                    | 4     | 1      |
| 2000/01 | Montpellier HSC    | Francja | Division 2 | 36    | 13     | –                                   | –     | –      |
| 2001/02 | Montpellier HSC    | Francja | Division 1 | 20    | 5      | –                                   | –     | –      |
| 2001/02 | Stade Rennais      | Francja | Division 1 | 9     | 2      | –                                   | –     | –      |
| 2002/03 | Stade Rennais      | Francja | Ligue 1    | 27    | 3      | –                                   | –     | –      |
| 2003/04 | Stade Rennais      | Francja | Ligue 1    | 1     | 0      | –                                   | –     | –      |
| 2003/04 | FC Metz (wyp.)     | Francja | Ligue 1    | 33    | 12     | –                                   | –     | –      |
| 2004/05 | Stade Rennais      | Francja | Ligue 1    | 31    | 7      | –                                   | –     | –      |
| 2005/06 | AS Monaco          | Francja | Ligue 1    | 16    | 0      | Liga Mistrzów UEFA Liga Europy UEFA | 2 4   | 1 2    |
| 2005/06 | Olympique Marsylia | Francja | Ligue 1    | 16    | 6      | –                                   | –     | –      |
| 2006/07 | Olympique Marsylia | Francja | Ligue 1    | 34    | 4      | Liga Europy UEFA                    | 4     | 1      |
| 2007/08 | AJ Auxerre         | Francja | Ligue 1    | 15    | 1      | –                                   | –     | –      |
| 2007/08 | RC Lens            | Francja | Ligue 1    | 16    | 5      | –                                   | –     | –      |
| 2008/09 | RC Lens            | Francja | Ligue 2    | 34    | 13     | –                                   | –     | –      |
| 2009/10 | RC Lens            | Francja | Ligue 1    | 24    | 10     | –                                   | –     | –      |
| 2010/11 | RC Lens            | Francja | Ligue 1    | 32    | 2      | –                                   | –     | –      |
| 2011/12 | SC Bastia          | Francja | Ligue 2    | 31    | 13     | –                                   | –     | –      |
| 2012/13 | SC Bastia          | Francja | Ligue 1    | 31    | 6      | –                                   | –     | –      |
| 2013/14 | SC Bastia          | Francja | Ligue 1    | 6     | 0      | –                                   | –     | –      |
| 2014/15 | Nîmes Olympique    | Francja | Ligue 2    | 36    | 11     | –                                   | –     | –      |
| 2015/16 | Nîmes Olympique    | Francja | Ligue 2    | 34    | 4      | –                                   | –     | –      |

Stan na koniec sezonu 2015/2016